# پیپت راه‌راه
پیپت راه‌راه (نام علمی: Anthus lineiventris) پرنده‌ایست از خانوادهٔ دم‌جنبانکان و یکی از گونه‌های پی‌پت‌ها که بومی آفریقا می‌باشد. این پرنده در دشت‌های خشک و بی‌درخت آفریقای جنوبی، آنگولا، بوتسوانا، بروندی، تانزانیا، جمهوری دموکراتیک کنگو، رواندا، زامبیا، زیمبابوه، سوازیلند، کنیا، مالاوی و موزامبیک، زندگی و تخم‌گذاری می‌کند.